# 山东外国语职业技术大学
山东外国语职业技术大学，前身为山东外国语职业学院，是中华人民共和国山东省的一所本科层次高等职业学校，成立于2005年，位于中国山东省日照市东港区。下设学院包括外语学院、经济管理学院、国际商学院、信息工程学院等。 2018年12月，教育部批复学校升格为本科层次职业学校。2019年5月，教育部批准学校更名为“山东外国语职业技术大学”。

## 院系设置
- 外语学院
- 经济管理学院
- 国际商学院
- 信息工程学院
- 航空旅游学院
- 金融学院
- 国际交流学院